# Влашки До (Зајечар)
Влашки До је висораван која се налази на само шест километара од Зајечара у атару села Прлита које има  реку, клисуру, пећине, ливаде, пропланке, шуме, стене археолошка налазишта. У њему су се од давнина дизали заборављени градови и тврђаве (остаци римских утврђења) и црквиште (некадаљњег манастира (из 4 века) а у новијег времена и траса Белгијске пруге. 

## Прилаз
Влашком долу се може прићи када се на  2,2 км од последњег кружног тока у Зајечару скрене десно ка Влашком долу, који је удаљен од главног пута 3,48 км.

## Географија и прошлост
Влашки До се налази на шест километара од центра Зајечара, на најнижим обронцима Старе планине.  
Кроз Влашки До помало мистична и вијугава Прлитска река која је просекла клисуру, чијом — десном литицом пут води ка чудотворном манастиришту, док централна стаза иде кроз саму клисуру и  пећине, док се левом литицом пење стрми путић којим се пружала траса одавно уклоњене „Белгијске пруге". 
Вода тече клисуром до јуна, преливајући се преко огромних камених лонаца у којима се купају авантуристи и љубитељи кањонинга. У позно лето Прлитска река у доњем току понире, па се сувих ногу може шетати пејзажима Влашког дола који изгледају помало митски и нестварни.
У Влашком долу на релативно малом географском простору у пречнику од неколико стотина метара налазе:
- три пећине,  где су тиховали испосници и скривали се збегови и хајдуци.

- клисура,

- извори лековите воде,

- остаци римског утврђења

- остаци  „Белгијске пруге",  дуга 82 км, прве индустријске железнице у Србији, изграђене у 19. веку, само четири године након изградње прве пруге у Србији,  када се неколико белгијских предузетника населило на подручју источне Србије и уложило свој капитал у руднике. Да би своје производе превезли до Дунава, морали су да изграде железницу и пристаниште.[2]

- средњовековно гробље

- црква посвећена Светом Јовану, коју су верници обновили добровољним прилозима, на црквишту манстира из 4. бвека (што  потврђују и пронађени новчићи из тог периода).

## Предање
Према усмено предању људи обвок краја верују, да је у античко римско доба овде постојала ковница новца и да су тадашњи римски цареви чували благо закопавајући га у земљу. Трагајучи за овим благом многи трагачи на благо који су долазили у овај крај готово су га преорали и за собом оставили кратера дубоких неколико метара. Да ли је неко од њих пронашао благо сигурно ће остати тајна.